# John M. Costello
John Martin Costello (ur. 15 stycznia 1903 w Los Angeles, zm. 28 sierpnia1976 w Las Vegas) – amerykański polityk, członek Partii Demokratycznej.

## Działalność polityczna
W okresie od 3 stycznia 1935 do 3 stycznia 1945 przez pięć kadencji był przedstawicielem 15. okręgu wyborczego w stanie Kalifornia w Izbie Reprezentantów Stanów Zjednoczonych.